# シュヴァーベンジュラ山脈
シュヴァーベンジュラ山脈（ドイツ語: Schwäbische Alb）は、ドイツのバーデン＝ヴュルテンベルク州にある低い山脈である。距離は南西から北東まで220km、幅は40～70kmである。シュヴァーベン地方にあることから名付けられた。
シュヴァーベンジュラ山脈は、南東のドナウ川から北西のネッカー川上流部にはさまれた地域にある。南西部はシュヴァルツヴァルト（黒森）のより高い山地にいたる。最高峰は、レンベルク山（1,015m）である。山脈の形態は高原状であり、南東に向かって緩やかな下り勾配をなすが、北西部は「アルプトラウフ」と呼ばれる断崖である。
経済や文化的には、シュバーベンジュラ山脈に、その周辺の山地も含める。ここは人気のレクリエーション地域である。ユネスコの生物圏保護区、ユネスコ世界ジオパークにも指定されている。

## 地質学的見地
山脈の地質はほとんどが石灰石である。それはジュラ紀に海底を形成した地層で、5000万年前に地表に現れた。3種類の異なる石灰石の層があり、それらが堆積した時代は、黒いジュラ紀、茶色のジュラ紀、白いジュラ紀と呼ばれている。白いジュラ紀の堆積物は99%が炭酸カルシウムであると考えられる。長い年月を経て、地下にカルスト地形を形成している。高原の表面には、川や湖などの地表水はない。
いくつかの場所には、過去の火山活動によって出来た、マールや丘などの痕跡が残っている。ネルトリンガー・リースは、1500万年前の巨大隕石によるクレーターである。
一定の雨および他の天候影響によって、全体の範囲はゆっくり浸食されている。毎年約2mm低下する。数百万年前、山はシュトゥットガルトに達していた。いくつかの場所は、固く浸食されにくく小さな山として残ったところもある。ところどころにある洞窟は観光スポットであり美しい。ボートでないと内部に入れない洞窟もある。地下の川から地表への水の放出も見事である。（例えば、ドナウ川の支流に流れ込むブラウトップ（Blautopf））
土は、あまり肥沃ではなく、腐植土の厚さは薄いところでは10cm程度である。多くの小さい石灰石の小石が地表にある。

## 景観

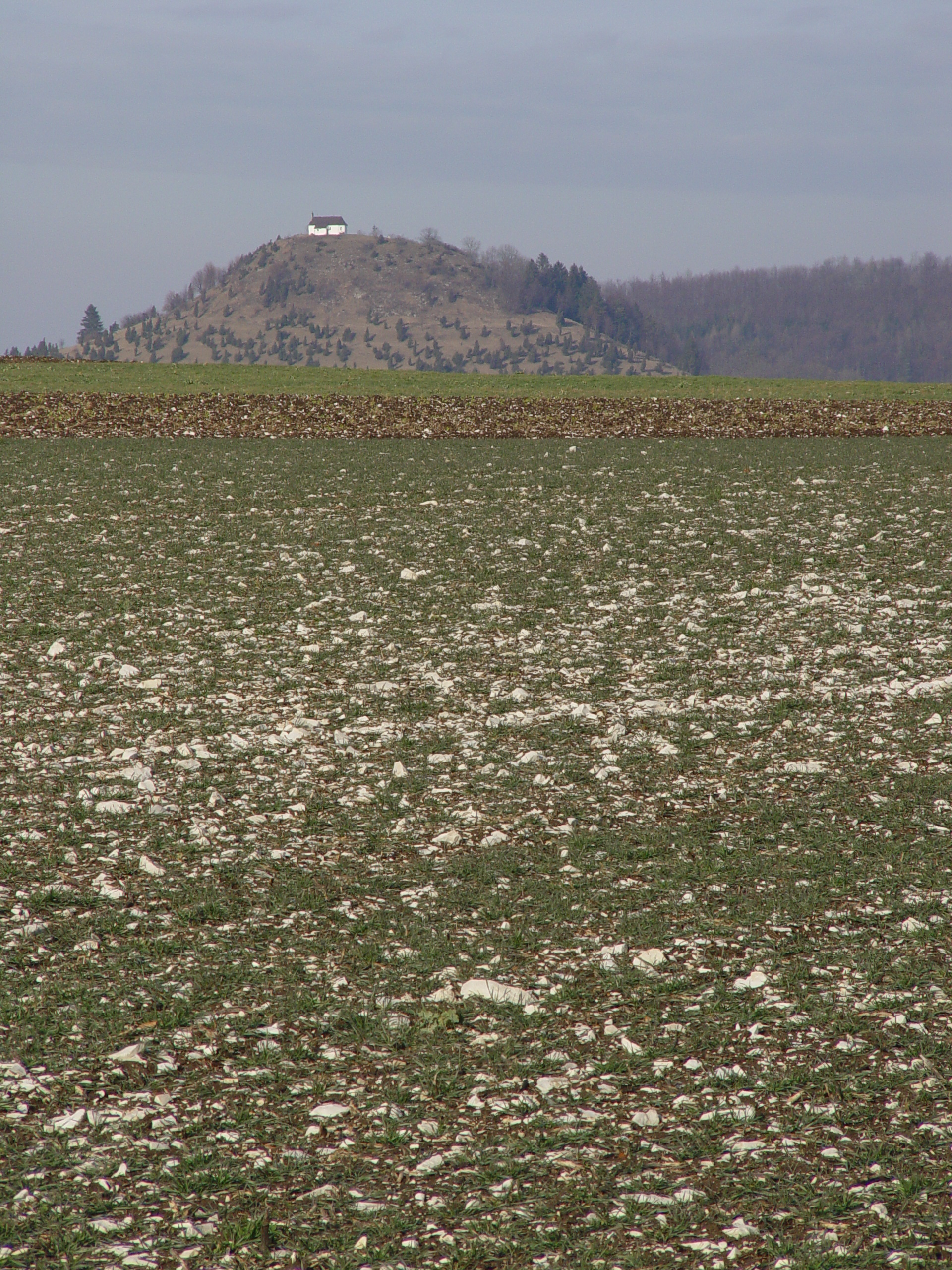
典型的なシュヴァーベンジュラ山脈の風景、コルンビュール山と山頂の礼拝堂（サルメンディンジャー・チャペル）

シュヴァーベンジュラ山脈のほとんどは森林におおわれているが、小規模な農業のために拓かれた場所も散在する。伝統的な景観は、トショウ（杜松）の低木がある草原である。今日では、あまり見られなくなってきた。けれども、バーデン＝ヴュルテンベルク州により保護されている地域がある。山脈にはヨーロッパハチクマ、ヒメアカゲラ、ボネリームシクイなどの絶滅危惧種の鳥類が生息している。
高い山は、1000mを越えるものが12ある。それらはみな、山脈の南西部のグローサー・ホイベルク（Großer Heuberg）地方にある。

### ホーエンノイフェン城
山頂の戦略的に有利な場所に建てられた山城の廃墟であるが、レストランやビアガーデン、売店などが置かれている。鉄器時代ラ・テーヌ文化においても戦略的拠点オッピドゥムが置かれた痕跡がある。